# خالد بن العاص
خالد بن العاص بن هشام بن المغيرة المخزومي. وهو ابن أخي الحارث وأبي جهل ابن هشام، وقتل أبوه العاص يوم بدر كافراً. وأمه هي عاتكة بنت الوليد بن المغيرة واستعمله عمر بن الخطاب، على مكة، لما عزل عنها نافع بن عبد الحارث الخزاعي، واستعمله عليها عثمان بن عفان. وهو جد فاطمة بنت عبد الملك زوجة الخليفة عمر بن عبد العزيز من جهة أمها أم المغيرة بنت خالد بن العاص.

## خالد بن العاص فيالحديث النبوي
روى عنه ابنه عكرمة بن خالد أنه قال: سئل رسول الله عن بيع الخمر فقال: «لعن الله اليهود، حرمت عليهم الشحوم فباعوها وأكلوا ثمنها».
قال أبو عمر: وقيل إن خالداً لم سمع من النبي، وقال أبو موسى: خالد بن العاص بن هشام بن المغيرة المخزومي. أورده الطبراني.
أخبرنا أبو موسى كتابة، أخبرنا أبو غالب الكوشيذي ومحمد بن أبي القاسم الطبراني، ونشروان بن شيراذ الديلمي، قالوا: أخبرنا أبو بكر بن ريذة، أخبرنا الطبراني، أخبرنا محمد ابن عبد الله الحضرمي، أخبرنا شيبان بن فروخ، أخبرنا حماد بن سلمة، عن عكرمة بن خالد، عن أبيه، عن جده: أن رسول الله قال: «إذا وقع الطاعون بأرض وأنتم بها فلا تخرجوا فراراً منه، وإذا وقع بأرض ولستم بها فلا تدخلوها».

## الاختلاف في جده
كذا أورده الطبراني، وهو وهم، لأن جد عكرمة على ما ذكره، هو العاص، وخالد والد عكرمة لا جده.
وقد اختلف في جد عكرمة، فقال ابن أبي حاتم: عكرمة بن خالد بن سعيد بن العاص، وقال ابن أبي حاتم أيضاً: عكرمة بن خالد بن سلمة المخزومي، ترجمة أخرى، فرق بينهما. وقال أبو نصر الكلاباذي مثل الطبراني: عكرمة بن خالد بن العاص. وقال ابن منده: خالد بن سلمة ابن هشام بن العاص بن هشام بن المغيرة، كأنه جعلهما واحداً، والله أعلم.
وروى أبو موسى بإسناده، عن حبان بن هلال، عن حماد بن سلمة، عن عكرمة بن خالد، عن أبيه أو عمه: أن النبي قال في غزوة تبوك: إذا كان الطاعون بأرض وأنتم بها فلا تخرجوا منها.
أخرجه أبو عمر، وأبو نعيم، وأبو موسى.